# Afrikaanse Spelen
De Afrikaanse Spelen (Frans: Jeux africains, Engels: African Games) zijn een terugkerend multi-sportevenement dat om de vier jaar georganiseerd wordt. Het is een soort van Olympische Spelen, maar dan uitsluitend voor Afrikaanse landen. De eerste editie werd in 1965 georganiseerd in Brazzaville. De Spelen worden ingericht door de Association des comités nationaux olympiques d'Afrique (ACNOA).

## Lijst van Afrikaanse Spelen
| Jaar | Editie | Gaststad     | Land              |
| ---- | ------ | ------------ | ----------------- |
| 1965 | I      | Brazzaville  | Congo-Brazzaville |
| 1973 | II     | Lagos        | Nigeria           |
| 1978 | III    | Algiers      | Algerije          |
| 1987 | IV     | Nairobi      | Kenia             |
| 1991 | V      | Caïro        | Egypte            |
| 1995 | VI     | Harare       | Zimbabwe          |
| 1999 | VII    | Johannesburg | Zuid-Afrika       |
| 2003 | VIII   | Abuja        | Nigeria           |
| 2007 | IX     | Algiers      | Algerije          |
| 2011 | X      | Maputo       | Mozambique        |
| 2015 | XI     | Brazzaville  | Congo-Brazzaville |
| 2019 | XII    | Casablanca   | Marokko           |
| 2023 | XIII   | Accra        | Ghana             |
| 2027 | XIV    | Caïro        | Egypte            |
| 2031 | XV     | Kinshasa     | Congo-Kinshasa    |